# Saint-Yrieix-sur-Charente
Saint-Yrieix-sur-Charente is een gemeente in het Franse departement Charente (regio Nouvelle-Aquitaine). De gemeente telde 7.556 inwoners op 1 januari 2022. De plaats maakt deel uit van het arrondissement Angoulême.
De gemeente ligt in een bocht van de Charente en sluit aan bij de stedelijke agglomeratie van Angoulême. De gemeente bestond uit verschillende gehuchten waar aan wijn- en tuinbouw werd gedaan. De laatste eeuw kende de gemeente verstedelijking en een grote bevolkingsgroei.

## Geografie
De oppervlakte van Saint-Yrieix-sur-Charente bedroeg op 1 januari 2022 14,65 vierkante kilometer; de bevolkingsdichtheid was toen 515,8 inwoners per km².
De onderstaande kaart toont de ligging van Saint-Yrieix-sur-Charente met de belangrijkste infrastructuur en aangrenzende gemeenten.

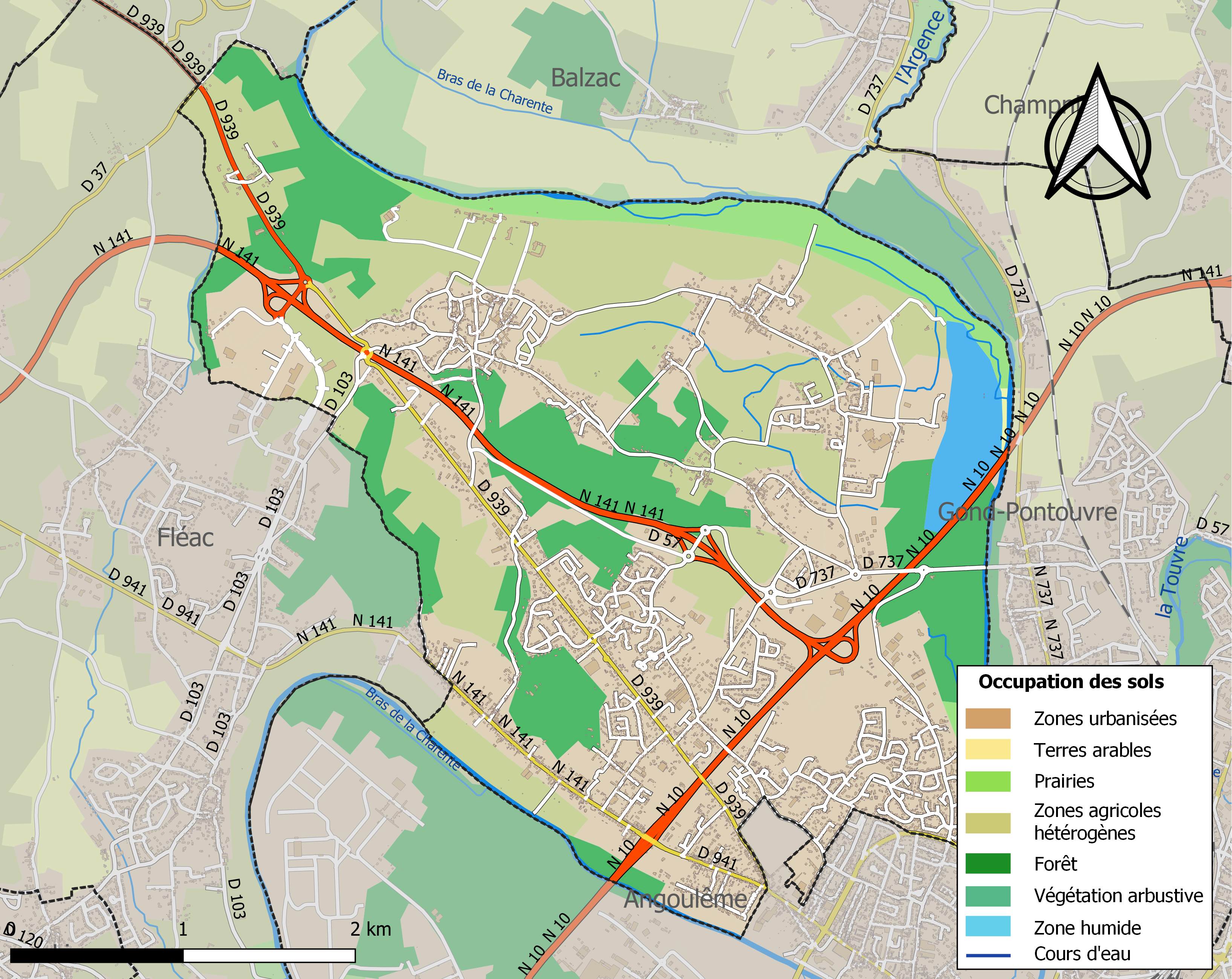

## Demografie
Onderstaande figuur toont het verloop van het inwonertal (bron: INSEE-tellingen).

## Afbeeldingen

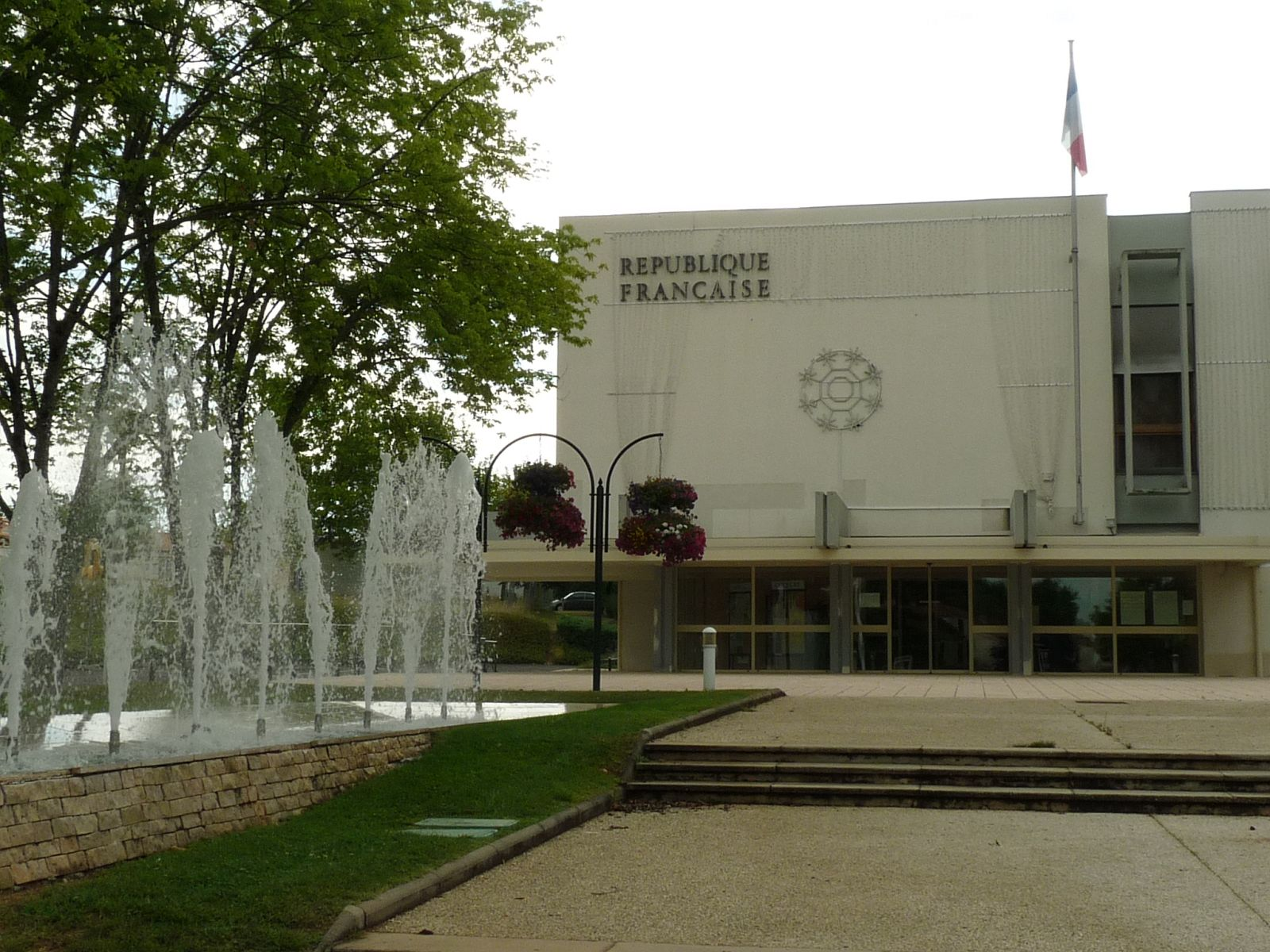
Gemeentehuis
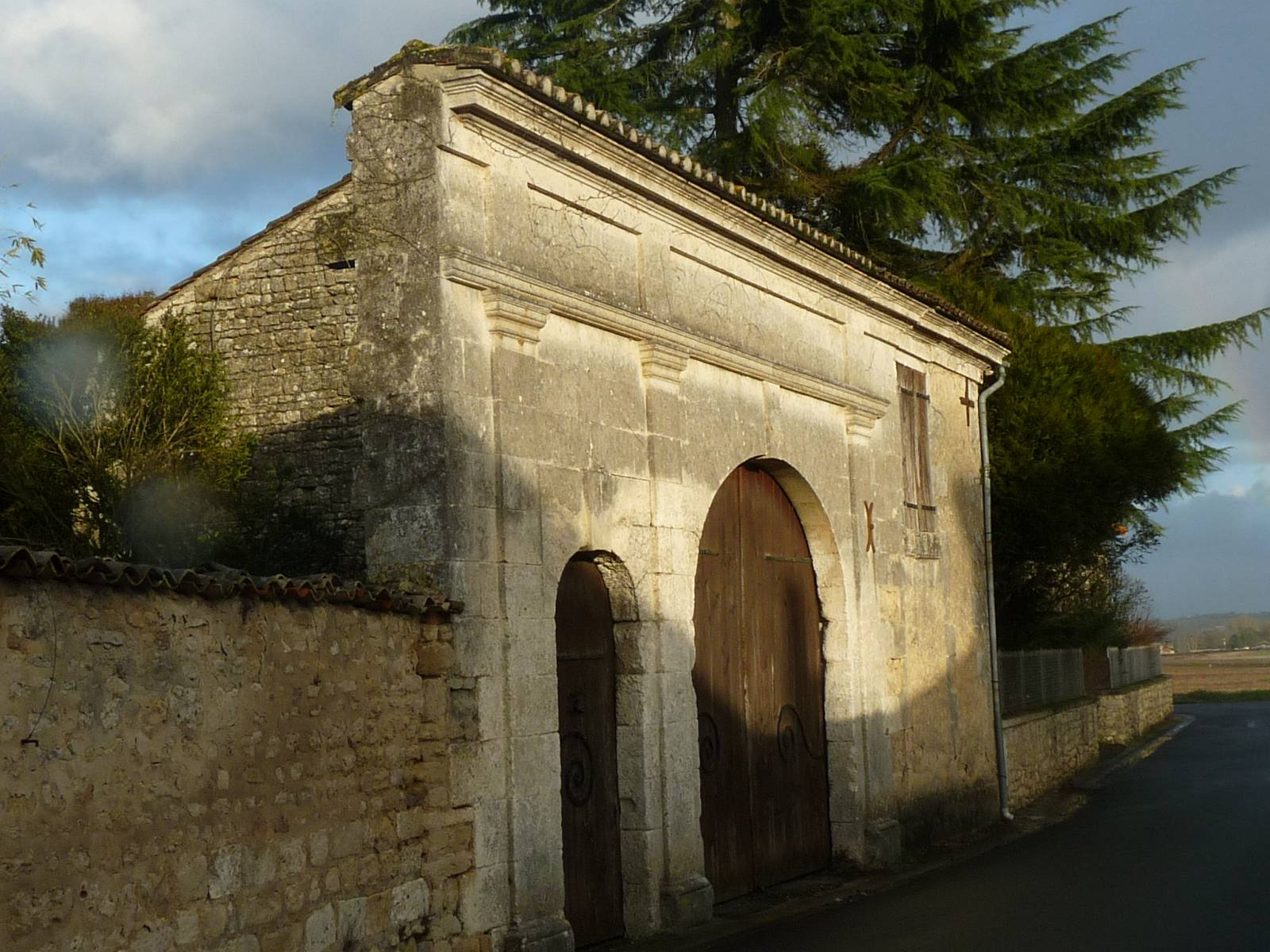
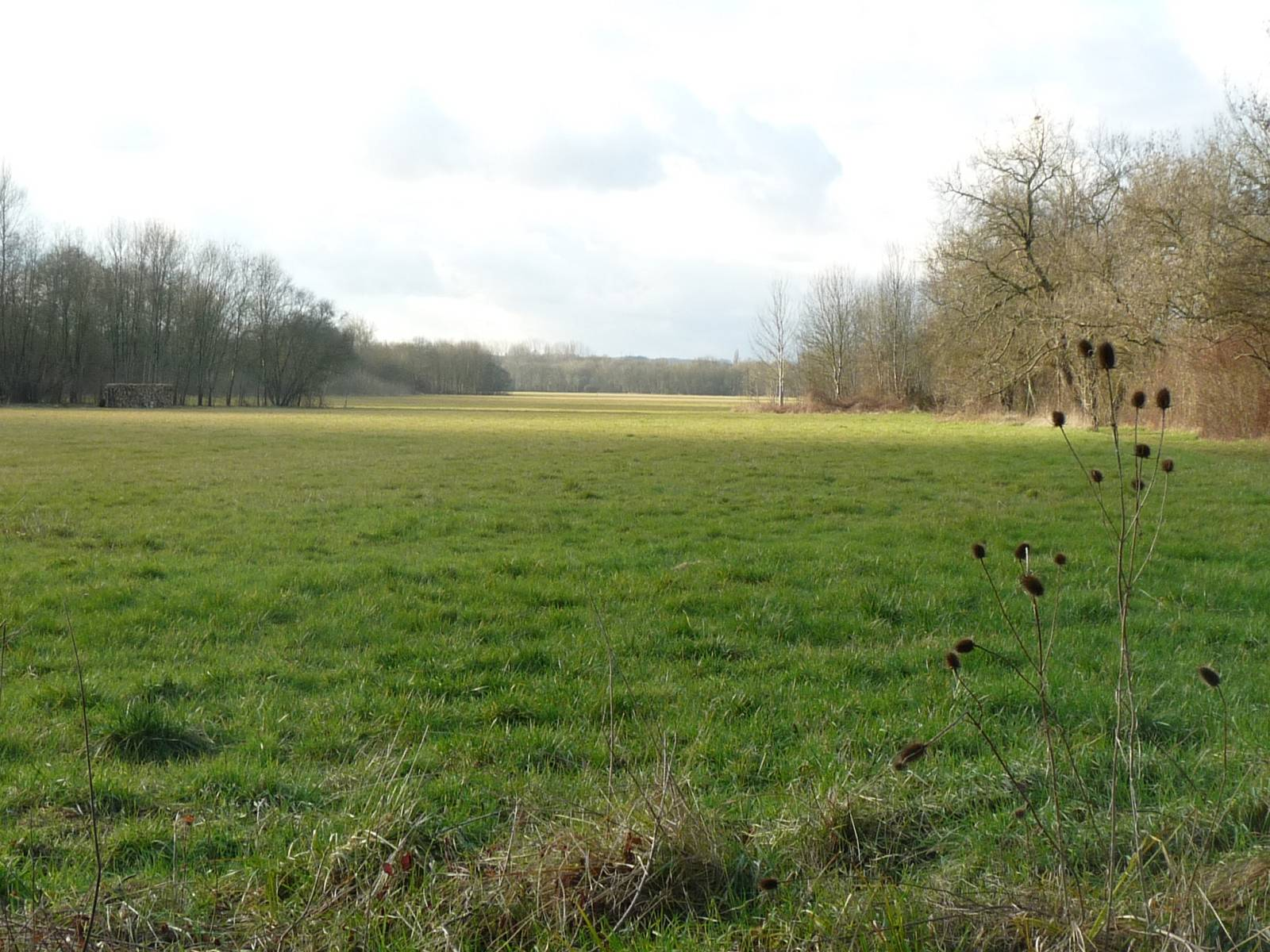
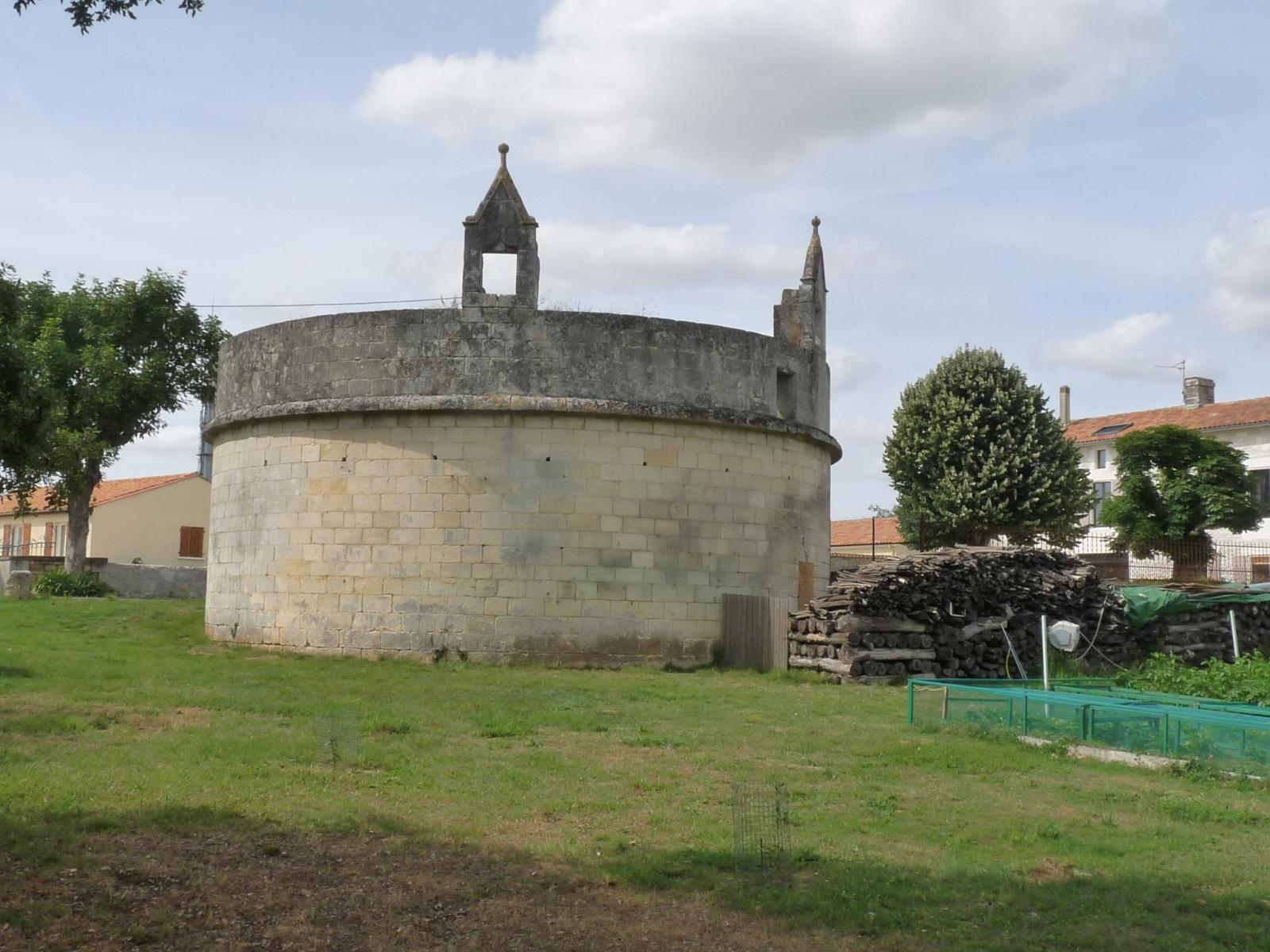